# Hirschhorn, Kaiserslautern
Hirschhorn là một đô thị ở huyện Kaiserslautern, bang Rheinland-Pfalz, phía tây nước Đức. Đô thị Hirschhorn, Kaiserslautern có diện tích 3,32 km².